# Austrothaumalea denticulata
Austrothaumalea denticulata är en tvåvingeart som beskrevs av Günther Theischinger 1986. Austrothaumalea denticulata ingår i släktet Austrothaumalea och familjen mätarmyggor. Inga underarter finns listade.